# Mercury Comet
Der Mercury Comet war ein Fahrzeug, das von 1960 bis 1977 in drei Versionen von Mercury gebaut wurde, einer zur Ford Motor Company gehörenden Marke. Das Modell sollte nach ersten Planungen unter der Marke Edsel vertrieben werden, erschien nach deren Einstellung aber letztlich als Mercury. Die Modellgeschichte ist unübersichtlich, da der Comet im Laufe seiner Produktion in unterschiedlichen Fahrzeugklassen angeboten wurde: Als technische Basis diente von 1960 bis 1965 der kompakte Ford Falcon, von 1966 bis 1969 hingegen das Mittelklassemodell Ford Fairlane und von 1971 bis 1977 wieder das Kompaktauto Ford Maverick. Darüber hinaus wechselten in den späten 1970er-Jahren wiederholt die Modellbezeichnungen. Der Comet war zeitweise das kleinste von Mercury angebotene Modell.

## Erste Generation: Compact

### Vorgeschichte
Der im Herbst 1959 eingeführte Ford Falcon war auf Anhieb ein großer Verkaufserfolg. Er zeigte, dass nicht alle Amerikaner unbedingt einen großen Straßenkreuzer fahren wollten, sondern dass auch ein Markt für kleinere Autos vorhanden war. Um diesen Erfolg noch auszubauen, brachte Ford im März 1960 den vom Falcon abgeleiteten Comet heraus. Er wurde nach US-amerikanischen Maßstäben als compact car klassifiziert. Anfänglich war vorgesehen, den Comet unter der Marke Edsel zu vertreiben. Nach deren Einstellung Ende 1959 wurde der Comet in die Verantwortung der Lincoln Mercury Division überführt, die auch den Vertrieb organisierte. 1960 und 1962 erschien das Auto ohne die Markenbezeichnung Mercury nur als „Comet“. Erst ab 1963 gehörten die Comets auch formell zur Marke Mercury.
Die Rechte am Namen Comet gehörten ursprünglich der Comet Coach Company, einem US-amerikanischen Karosseriebauunternehmen, das Krankenwagen und Bestattungsfahrzeuge herstellte und eng mit der GM-Marke Oldsmobile verbunden war. Ford kaufte die Namensrechte im Sommer 1959. Das Karosseriebauunternehmen firmierte daraufhin als Cotner-Bevington.

### Modellbeschreibung

#### Erste Serie (1960–1963)
Der Comet erschien 1960 in mehreren Karosserieversionen: Er wurde als zweitüriges Coupé, als viertürige Limousine und als Kombi mit zwei oder vier Türen angeboten. 1963 kam ein Cabriolet und ein zweitüriges Hardtop-Coupé hinzu.
Wie bei Mercury-Modellen üblich, war auch der Comet etwas größer als das Ford-Modell, auf dem er basierte. Der Radstand des Comet übertraf (mit Ausnahme des Kombis) den des Falcon um etwa 12 cm. Außerdem war der Comet höherwertig ausgestattet, sodass er insgesamt auch schwerer war als der Falcon. Allerdings hatte er den gleichen Sechszylinder-Reihenmotor mit 2400 cm³und 85 SAE-PS (63 kW bei 4200/min), so dass er im Vergleich zum Falcon schlechtere Fahrleistungen hatte. Um diesem Mangel abzuhelfen, gab es ab Herbst 1960 zum Modelljahr 1961 wahlweise einen etwas größeren Motor mit 2800 cm³. Ab Frühjahr 1963 gab es sogar einen 4700 cm³ großen V8-Motor.
In nahezu jedem Jahr änderten sich einzelne Designdetails an der Karosserie. Im ersten Modelljahr nutzte Ford für den Comet zahlreiche Anbauteile von Edsel, darunter einige Leuchteinheiten und Bedienungselemente. Sie wurden zum Beginn des zweiten Modelljahrs durch Ford- oder Mercury-Komponenten ersetzt. Für das Modelljahr 1962, in dem der Comet offiziell ein Mercury-Modell wurde, überarbeiteten die Designer die Heckpartie des Comet. Hier sollte mehr Familienähnlichkeit zu den großen Mercurys hergestellt werden. Die Form wurde abgesehen von erneuten Detailänderungen für das Modelljahr 1963 übernommen.

#### Zweite Serie (1964–1965)

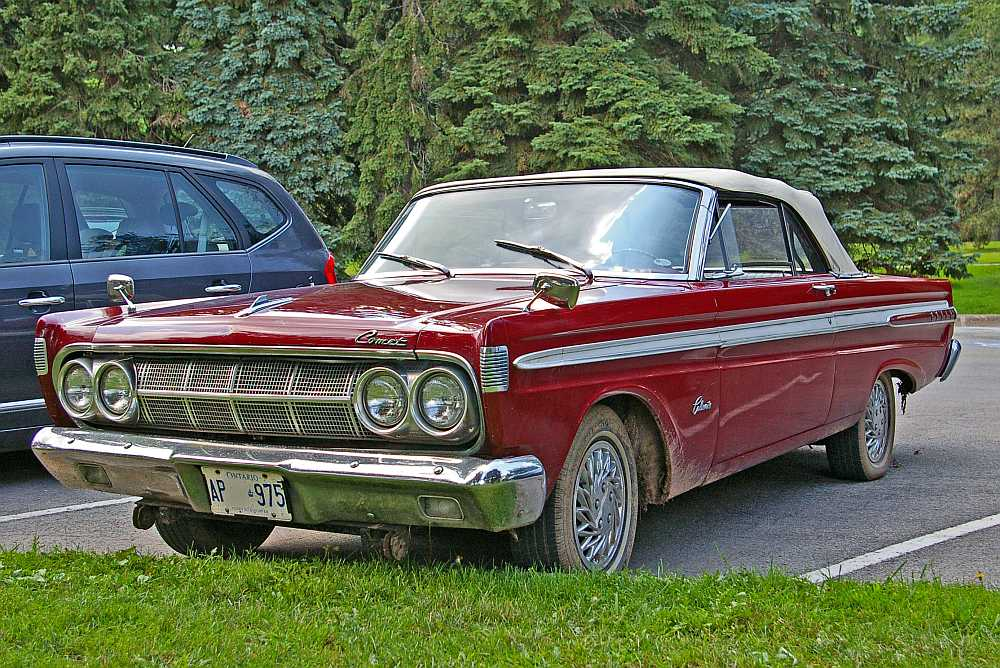
Comet Convertible (1964)

Für das Modelljahr 1964 erhielt der Comet bei unveränderter Technik ebenso wie der Falcon eine neue, kantigere Karosserie ohne Heckflossen. Der leicht konvexe Kühlergrill ähnelte dem des zeitgenössischen Lincoln Continental. Weiterhin waren zweitürige Coupés und Cabriolet sowie viertürige Limousinen und Kombis im Angebot; der zweitürige Kombi entfiel allerdings. Das Motorenangebot wurde erweitert. Es gab zwei Reihensechszylindermotoren mit 2,8 oder 3,3 Litern Hubraum; außerdem konnten Achtzylindermotoren mit 4,3 oder 4,7 Litern Hubraum bestellt werden. In etwa 50 Exemplaren entstand schließlich eine Sportversion mit einem 7,0 Liter großen Achtzylindermotor. Die Bezeichnungen der Ausstattungslinien wurden geändert: Aus dem bisherigen Base wurde der 202, aus dem Custom der 404, und als Spitzenmodell fungierte der Comet Caliente. Die sportliche Ausführung des Comet hieß schließlich Cyclone. Daraus wurde später eine eigene Modellreihe.
Nach nur einem Jahr wurde die Frontpartie des Comet erneut überarbeitet. Sie trug nun übereinander angeordnete Doppelscheinwerfer.

### Erfolg der Baureihe
Von der ersten Comet-Generation entstanden insgesamt rund 803.000 Exemplare. Der Comet verdrängte in dieser Zeit den ähnlich großen, aber teureren Mercury Meteor, dessen Produktion Ende 1963 eingestellt wurde.

## Zweite Generation: Intermediate
Die im Herbst 1965 zum Modelljahr 1966 eingeführte zweite Generation des Comet basierte nicht mehr auf dem Falcon, sondern auf dem nächstgrößeren Modell, dem Ford Fairlane. Der Comet war jetzt 5,16 m lang. Von nun an gehörte er nicht mehr in die Kategorie der Kompaktwagen, sondern zur amerikanischen Mittelklasse (sog. Intermediate). Grund hierfür war die Annahme, dass Mercury-Kunden, die üblicherweise wohlhabender waren als Ford-Kunden, ein größeres Auto als den Falcon bevorzugen würden. Dementsprechend waren auch die Motoren im Vergleich zur ersten Baureihe größer geworden. Der Basis-Sechszylinder hatte nun einen Hubraum von 3300 cm³, die Achtzylinder reichten von 4,7 bis 6,4 Liter.

### Erste Serie (1966 und 1967)
Für das Modelljahr 1966 erhielt der Comet eine völlig neue Karosserie. In den allgemeinen Proportionen entsprach sie dem Ford Fairlane; wie dieser hatte auch der Comet geschwungene hintere Kotflügel in der sogenannten Coke Bottle Line. Die Frontpartie hatte wie beim vorangegangenen Modell übereinander angeordnete Doppelscheinwerfer. Als Karosserieversionen bot Mercury ein zweitüriges Coupé mit einem Semi-Fließheck, eine viertürige Limousine sowie einen zwei- und einen viertürigen Kombi an. Eine Cabrioletversion war nicht mehr im Programm.
Beginnend mit dem Modelljahr 1967, in dem technisch und stilistisch nur geringfügige Änderungen vorgenommen wurden, gab Mercury schrittweise die Modellbezeichnung „Comet“ auf. 1967 wurde sie nur noch für die sehr einfach ausgestattete Basisversion verwendet. Bei den höherwertig ausgestatteten Versionen wurde der ursprüngliche Name der Ausstattungsversion zum Modellnamen gemacht. Der Mercury Comet Capri von 1966 wurde demnach 1967 als Mercury Capri verkauft, der bisherige Comet Caliente als Mercury Caliente und der Comet Cyclone als Mercury Cyclone.
Ein Mercury Comet Convertible war 1966 das offizielle Pace Car bei den Indianapolis 500.

### Zweite Serie (1968 und 1969)

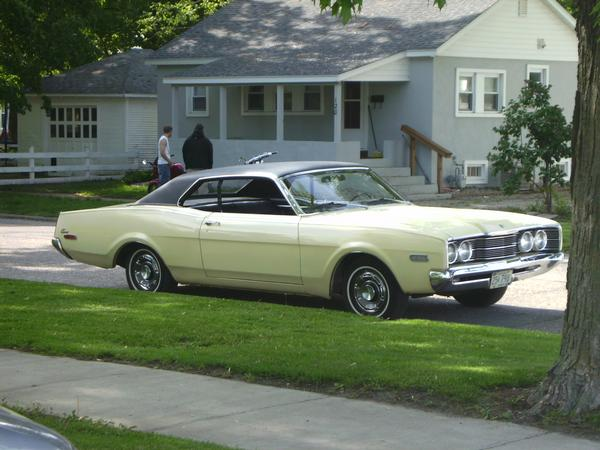
Mercurys Einstiegsmodell: Mercury Comet (1968)

Zum Modelljahr 1968 erhielt Mercurys Mittelklasse-Baureihe bei unveränderter Technik wiederum eine vollständig neue Karosserie. Sie ähnelte nun dem im gleichen Jahr eingeführten Ford Torino, der ein besser ausgestattetes Schwestermodell des Ford Fairlane war. In diesem Jahr entfielen für die höherwertigen Modelle die bisherigen Bezeichnungen Caliente und Cyclone: Diese Baureihen wurden nun Mercury Montego genannt, wobei der Capri zur Basisversion des Montego wurde, während der Caliente als Montego MX vermarktet wurde. Nur die sehr einfach ausgestattete Basisversion des Montego wurde noch bis 1969 als Mercury Comet verkauft; sie war lediglich als zweitüriges Fließheckcoupé erhältlich. Die Sportversion hieß allerdings nach wie vor Mercury Cyclone.
Als Basisversion der Mittelklassereihe war der Comet serienmäßig mit einem Reihensechszylindermotor mit 3,3 Litern Hubraum und einer Leistung von 116 KW ausgestattet. Wahlweise war für den Comet ein 4,7 Liter großer Achtzylindermotor erhältlich. Mercurys größere Achtzylindermotoren dagegen, deren Hubraum von 5,0 über 5,8 bis hin zu 7,0 Litern reichte, waren zwar in den besser ausgestatteten Montego- und Cyclone-Modellen erhältlich, nicht aber im Basismodell Comet. Der Comet kostete im Basispreis etwa 20 US-$ mehr als der weitgehend baugleiche Ford Fairlane.
Der Basis-Comet der Jahre 1968 und 1969 verkaufte sich schlecht. 1968 wurden nur 16.693 Exemplare abgesetzt, im folgenden Jahr waren es lediglich 14.1904 Fahrzeuge. Die Montego- und Cyclone-Modelle waren im Vergleich dazu deutlich erfolgreicher. 1968 setzte Mercury über 70.000 Montegos ab, 1969 waren es mehr als 90.000. Von den hochpreisigen Cyclones entstanden 1968 über 13.000 Fahrzeuge und im Folgejahr noch einmal 9.000 Exemplare.

## Dritte Generation: Erneut Compact
Ende der 1960er-Jahre wuchs in Amerika die Nachfrage nach kleineren Autos. Zahlreiche europäische Importfahrzeuge waren in diesem Segment erfolgreich. Die Comet-Montego-Baureihe, bislang Mercurys kleinstes Modell, schien inzwischen zu groß, so dass Mercury sein Angebot durch kleinere Modelle nach unten erweitern musste. Diese Funktion übernahmen die im Herbst 1970 zum Modelljahr 1971 vorgestellte dritte Generation des Comet und ab 1973 der nochmals kleinere Mercury Bobcat, der vom Ford Pinto abgeleitet war.
Der neue Comet war technisch und stilistisch eine Variante des Ford Maverick, dessen Produktion ein Jahr zuvor begonnen hatte. Anders als bei den früheren Generationen hatte der neue Comet keinen längeren Radstand als die Ford-Version, und auch die Karosserie glich weitgehend der des Maverick. Die Mercury-Version unterschied sich vom Ford-Modell äußerlich vor allem durch einen stärker ausgeprägten Kühlergrill (sog. Knudsen-Nase), und es wurden die Rückleuchten des Mercury Montego verwendet. Weitere Unterschiede zwischen beiden Modellen gab es im Bereich der Ausstattungsvarianten.
Den Comet gab es wie den Ford Maverick in zwei Karosserieversionen: Mercury bot von Anfang an ein zweitüriges Coupé mit Fließheck und eine viertürige Stufenhecklimousine an, die geringfügig länger war als das Coupé. Stilistisch nahm Mercury während der gesamten Produktionszeit nahezu keine Veränderungen am Comet vor. Äußerlich erkennbar war allein die Einführung von Sicherheitsstoßstangen 1974, die gesetzlichen Vorgaben folgte und das Coupé 64 mm und die Limousine 100 mm länger machte.
Auch das Motorenprogramm war mit dem des Maverick gleich. Es gab einen Sechszylinder mit wahlweise 2800, 3300 oder 4100 cm³. Außerdem wurde ein 4942 cm³ großer V8-Motor angeboten für diejenigen Kunden, die auch im Kompaktwagensegment nicht auf einen Achtzylindermotor verzichten wollten.
Dieses Cometmodell wurde, wie der Maverick, bis 1977 gebaut; es entstanden insgesamt 487.000 Exemplare.

## Nachfolgemodelle
Die Modellklasse wurde von Mercury auch danach noch weitergeführt; auch die Nachfolgemodelle basierten auf entsprechenden Ford-Modellen. Nacheinander folgten die Modelltypen (Ford-Basismodelle in Klammern):
- 1977–1983 Mercury Zephyr (Ford Fairmont)
- 1983–1994 Mercury Topaz (Ford Tempo)
- 1994–2000 Mercury Mystique (Ford Contour)
- Von 2000 bis 2005 boten Ford USA und Mercury in diesem Modellsegment kein Fahrzeug an.
- Von 2005 bis zum Ende der Marke im Jahr 2010 gab es den Mercury Milan (Ford Fusion (USA)).